# Femptofotografía

Proceso de propagación de la luz.

Femptofotografía es un término usado para describir una técnica de registro de la propagación de pulsos ultracortos de luz a través de una escena a una muy alta velocidad de cuadros por segundo. 

## Historia
La femptofotografía de objetos macroscópicos fue demostrada por primera vez usando un proceso holográfico en los años 70s del siglo XX por Nils Abramsson, en el Instituto Real de Tecnología de Suecia. Un equipo de investigación en el laboratorio de medios del Instituto Tecnológico de Massachusetts dirigido por Ramesh Raskar, en colaboración con investigadores del laboratorio de imagen de la Universidad de Zaragoza, España, consiguió un incremento cualitativo considerable, utilizando una cámara streak sincronizada con un láser pulsado de zafiro–titanio, modificada para obtener imágenes bidimensionales en lugar de una sola línea de exploración.
En sus publicaciones, el equipo de Raskar asegura ser capaz de captar con exposiciones tan cortas que durante el período de exposición la luz avanza solamente 0.6 mm, correspondientes a dos picosegundos, o 2 x 10-12 segundos.